# Třicet osm minut
Třicet osm minut (v anglickém originále Thirty Eight Minutes) je 4. epizoda I. série sci-fi seriálu Hvězdná brána: Atlantida.

## Umístění
Epizoda se odehrává současně na Atlantis a na palubě jumperu ve volném vesmíru. Průběžně se objevuje také několik prostřihů do minulosti, kdy je Sheppardův tým na planetě wraithů.

## Hlavní postavy
- major John Sheppard (Joe Flanigan)
- doktor Rodney McKay (David Hewlett)
- doktorka Elizabeth Weirová (Torri Higginson)
- Teyla Emmagan (Rachel Luttrell)
- poručík Aiden Ford (Rainbow Sun Francks)
- doktor Carson Beckett (Paul McGillion)
- doktor Radek Zelenka (David Nykl)
- Peter Grodin (Craig Veroni) - technik na Atlantis
- doktor Peter Kavanagh (Ben Cotton)
- Halling (Christopher Heyerdahl)

## První dějová linie
Jak se dozvídáme z prostřihů, úkolem týmu majora Shepparda bylo prověřit situaci na planetě, kde se poprvé střetli s Wraithy (epizoda Vynoření). Po tom, co zjistili, že jejich mateřská loď je pryč, byli přepadeni malou jednotkou Wraithů. Podařilo se jim uniknout, ale jejich jumper byl zřejmě poškozen wraithskou střelbou, takže při průletu bránou se zaklínil za její okraj (brána je tam umístěna na orbitě planety místo na jejím povrchu).
Přední část jumperu se dematerializovala v horizontu událostí, takže ve chvíli, kdy se červí díra zhroutí (podle seriálového pojetí červích děr nelze za normálních okolností spojení mezi dvěma branami udržet déle než 38 minut) a brána se zavře, dematerializovaná část přestane existovat a ze zadní části unikne vzduch (jako by se loď rozlomila) a posádka zemře.
Posádka se otevřenou bránou spojí rádiem s Atlantis a doktoru McKayovi se s přispěním doktora Zelenky podaří závadu vyřešit a umožnit jumperu projít bránou.

## Druhá dějová linie
Když na planetě major Sheppard kryje zbytek týmu při ústupu, je napaden velkým broukem, který se mu přisaje ke krku. Ostatní ho dopraví do jumperu, ale brouka se jim nedaří odstranit. Uvězněni v jumperu se o to Teyla a poručík Ford nadále pokoušejí pod vedením doktora Becketta (přes vysílačku). Nakonec se jim to podaří tak, že majorovi pomocí defibrilátoru zastaví srdce. Brouka tím přesvědčí, že major zemřel, takže se pustí a je již možné ho zabít. Po transportu na Atlantis majora oživí tým doktora Becketta.

## Návaznost na další epizody
- Poprvé se objevuje Iratuský brouk jako dávný příbuzný wraithů. Znovu se objevuje v epizodě Přeměna a Msta a zmínky o něm v epizodách Instinkt a Michael.
- Objevuje se nová "téměř-hlavní" postava, doktor Radek Zelenka, český vědec na Atlantis, v dalších epizodách příležitostně pracující spolu s doktorem McKayem.